# Клан Рідделл

Нашоломник клану Рідделл.

Герб вождів клану Рідделл.

Клан Рідделл (шотл. — Clan Riddell) — один з кланів рівнинної частини Шотландії — Лоулендсу.
Гасло клану: Я сподіваюсь поділитися
Символ клану: колосок жита
Вождь клану: сер Джон Рідделл — баронет Рідделл

## Історія клану Рідделл

### Походження клану Рідделл
Є різні версії походження клану Рідделл. Згідно однієї з версій клан походить з Гасконі (Франція). До Шотландії вони переселились через Райдейл, що в Йоркширі. Згідно іншої версії назва клану нормандського походження.
У 1116 році Гервасій (Гервейс) Рідейл згадується в грамоті короля Шотландії Девіда І щодо земельної власності як свідок. Син Гервейса Рідейла — Волтер отримав грамоту на володіння землями Ліллісліф у Роксбургширі. Коли король Шотландії Вільгельм Лев був узятий в полон під час битви під Алнвік у 1174 році, один з племінників вождя клану Гервейса Рідейла був посланий як заручник.
Землі Свінбурн у Нортумберленді теж були придбані кланом Рідделл. У 1296 році король Англії Едвард І Довгоногий користуючись тим, що трон Шотландії спорожнів, захопив Шотландію і змусив вождів шотландських кланів присягнути йому на вірність і підписати відповідний документ присяги — «Рагман Роллс». У цьому документі згадується вождь клану Рідделл — Вільям Рідделл.

### XVII століття— громадянська війна на Британських островах
У 1628 році сер Джон Рідделл отримав титул баронета Нової Шотландії. Його землі були тоді зведені в баронство Нове Рідделл, яке отримало королівські привілеї. Його третій син — Вільям Рідделл був присвячений в лицарі королем Англії та Шотландії Карлом I і потім служив під час війни з Нідерландами.
Преподобний Арчибальд Рідделл — третій син другого баронета Рідделл був кинутий у в'язницю — він не відмовився від своїх переконань ковенантора. Відомий купець XVII століття з Единбурга Джон Рідделл стверджував, що він походить від Гальфріда де Рідела. Джон Рідделл накопичив величезне багатство від торгівлі на Балтійському морі. Під час громадянської війни його син придбав великі землі поблизу Лінлітго, як кажуть, був пов'язаний з Олівером Кромвелем і став близьким другом генерала Монка.

### XVIII—XX століття
Клан Рідделл придбав землі і маєтки в Аргайлі, Арднамурхані та Сунарті. У 1778 році Джеймс Рідделл — І баронет Арднамурхан отримав свій титул баронета. Він був членом Товариства мистецтв і наук, Товариства британських рибалок.
Сер Родні Рідделл — IV баронет Рідделл був професійним воїном, служив в Новій Зеландії та в Афганістані під час II англо-афганської війни.